# Kurt Heinrich (SS-Mitglied)

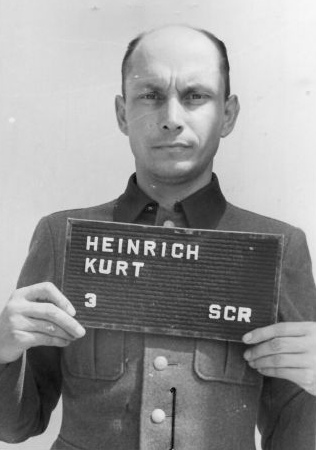
Haftbogenfoto von Kurt Heinrich. Aufnahme vom Juni 1947

Richard Kurt Heinrich (* 23. Mai 1911 in Zittau; † nach 1948) war ein deutscher SS-Obersturmführer und als Adjutant des Lagerkommandanten im KZ Vaivara und KZ Mittelbau-Dora eingesetzt.

## Leben
Heinrich war seit 1933 Mitglied der SS, am 15. Juni 1937 beantragte er die Aufnahme in die NSDAP und wurde rückwirkend zum 1. Mai desselben Jahres aufgenommen (Mitgliedsnummer 4.330.320). Zwischen 1937 und 1942 war Heinrich als Block- und Kommandoführer im KZ Buchenwald eingesetzt. Von dort wurde er wahrscheinlich in das KZ Ravensbrück versetzt. Wahrscheinlich bereits ab September 1943 war Heinrich Adjutant des Lagerkommandanten Hans Aumeier im KZ Vaivara bis zum Sommer 1944. Von November 1944 bis Anfang Februar 1945 war Heinrich ebenfalls Adjutant des Lagerkommanten Otto Förschner im KZ Mittelbau. Danach soll er noch bis Kriegsende Quartiermeister in Mysen gewesen sein.
Nach Ende des Zweiten Weltkrieges wurde Heinrich interniert und mit 18 weiteren Beschuldigten im Dachauer Dora-Prozess aufgrund der im KZ Mittelbau verübten Verbrechen angeklagt. Ebenso wie drei weitere Angeklagte wurde Heinrich am 30. Dezember 1947 freigesprochen. In einem 1948 durchgeführten Spruchkammerverfahren wurde Heinrich 1948 zu zwei Jahren und zehn Monaten Haft verurteilt. Durch Anrechnung der Internierungshaft musste Heinrich die Haftstrafe nicht antreten. Über seinen weiteren Lebensweg ist nichts bekannt.